# Ludvík Antonín, vévoda z Angoulême
Ludvík Antonín, vévoda z Angoulême (6. srpen 1775 – 3. červen 1844, celým jménem Louis-Antoine d'Artois, fils de France, duc d'Angoulême) byl francouzský princ z dynastie Bourbonů a poslední francouzský dauphin. 2. srpna 1830 se stal na 20 minut podle následnického práva legitimním francouzským a navarrským králem jako Ludvík XIX. Poté byl v letech 1836 až 1844 pretendentem francouzského (a navarrského) trůnu.

## Původ
Narodil se 6. srpna 1775 jako nejstarší syn Karla, hraběte z Artois (budoucí král Karel X.) a jeho ženě princezně Marii Tereze Savojské. Poté, co se jeho otec stal v roce 1824 králem jako Karel X., stal se Ludvík Antonín následníkem trůnu a získal titul Dauphin (1824–1836). Jako následník trůnu podporoval otcovu politiku a řízení státu.
Ludvík Antonín zůstal po celý život bezdětný.

## Vláda
Po sesazení a abdikaci krále Karla X. se krátce na 20 minut v roce 1830 stal (alespoň podle následnického práva) králem právě jeho syn Ludvík Antonín jako Ludvík XIX. Poté musel i on ustoupit nátlaku a přibližně po 20 minutách pouze „titulární vlády“ abdikovat jako jeho otec ve prospěch svého 10letého synovce Jindřicha, hraběte de Chambord. Liberální, buržoazií kontrolovaná Poslanecká sněmovna odmítla potvrdit dokonce i nástupnictví mladého hraběte, který se (stal) měl stát králem Jindřichem V. a místo toho ve volbě bojkotované zástupci konzervativců prohlásila francouzský trůn za prázdný. K moci se tak dostává vůbec poslední francouzský král Ludvík Filip, vévoda Orleánský, z vedlejší linie rodu Bourbonů, Bourbon-Orléans. Poté společně se svým otcem Karlem, manželkou Marií Terezií Bourbonskou a synovcem Jindřichem odcestoval do Rakouského císařství. V letech 1832–1836 pobýval i na Pražském hradě. Později zemřel na zámku Graffenberg v Gorizii.
Díky své přibližně dvacetiminutové „vládě“ je prozatím panovník, který vládl nejkratší dobu, kterou údajně strávil tím, že poslouchal svou ženu a její prosby, že nemá podepsat abdikaci.
Po nástupu Ludvíka Filipa na francouzský trůn se stal legitimistickým uchazečem bývalý král Karel X., po jeho smrti se jím stal v roce 1836 jeho syn Ludvík Antonín (Ludvík XIX.). Když v roce 1844 zemřel bezdětný, stal se legitimistickým pretendentem francouzského trůnu jeho synovec Jindřich, hrabě z Chambord.

## Předkové
|                  |                               |  |                    |                                       |  |  |  |  |  |  |  | Ludvík Francouzský |
|                  |                               |  |                    |                                       |  |  |  |  |  |  |  |                    |
|                  | Ludvík XV.                    |  |                    |                                       |  |  |  |  |  |  |  |                    |
|                  |                               |  |                    |                                       |  |  |  |  |  |  |  |                    |
|                  |                               |  |                    | Marie Adelaide Savojská               |  |  |  |  |  |  |  |                    |
|                  |                               |  |                    |                                       |  |  |  |  |  |  |  |                    |
|                  | Ludvík Ferdinand Bourbonský   |  |                    |                                       |  |  |  |  |  |  |  |                    |
|                  |                               |  |                    |                                       |  |  |  |  |  |  |  |                    |
|                  |                               |  |                    | Stanislav I. Leszczyński              |  |  |  |  |  |  |  |                    |
|                  |                               |  |                    |                                       |  |  |  |  |  |  |  |                    |
|                  | Marie Leszczyńská             |  |                    |                                       |  |  |  |  |  |  |  |                    |
|                  |                               |  |                    |                                       |  |  |  |  |  |  |  |                    |
|                  |                               |  |                    | Kateřina Opalinská                    |  |  |  |  |  |  |  |                    |
|                  |                               |  |                    |                                       |  |  |  |  |  |  |  |                    |
|                  | Karel X.                      |  |                    |                                       |  |  |  |  |  |  |  |                    |
|                  |                               |  |                    |                                       |  |  |  |  |  |  |  |                    |
|                  |                               |  |                    | August II. Silný                      |  |  |  |  |  |  |  |                    |
|                  |                               |  |                    |                                       |  |  |  |  |  |  |  |                    |
|                  | August III. Polský            |  |                    |                                       |  |  |  |  |  |  |  |                    |
|                  |                               |  |                    |                                       |  |  |  |  |  |  |  |                    |
|                  |                               |  |                    | Kristýna Eberhardýna Hohenzollernská  |  |  |  |  |  |  |  |                    |
|                  |                               |  |                    |                                       |  |  |  |  |  |  |  |                    |
|                  | Marie Josefa Saská            |  |                    |                                       |  |  |  |  |  |  |  |                    |
|                  |                               |  |                    |                                       |  |  |  |  |  |  |  |                    |
|                  |                               |  |                    | Josef I. Habsburský                   |  |  |  |  |  |  |  |                    |
|                  |                               |  |                    |                                       |  |  |  |  |  |  |  |                    |
|                  | Marie Josefa Habsburská       |  |                    |                                       |  |  |  |  |  |  |  |                    |
|                  |                               |  |                    |                                       |  |  |  |  |  |  |  |                    |
|                  |                               |  |                    | Amálie Vilemína Brunšvicko-Lüneburská |  |  |  |  |  |  |  |                    |
|                  |                               |  |                    |                                       |  |  |  |  |  |  |  |                    |
| 'Ludvík Antonín' |                               |  |                    |                                       |  |  |  |  |  |  |  |                    |
|                  |                               |  |                    |                                       |  |  |  |  |  |  |  |                    |
|                  |                               |  | Viktor Amadeus II. |                                       |  |  |  |  |  |  |  |                    |
|                  |                               |  |                    |                                       |  |  |  |  |  |  |  |                    |
|                  | Karel Emanuel III.            |  |                    |                                       |  |  |  |  |  |  |  |                    |
|                  |                               |  |                    |                                       |  |  |  |  |  |  |  |                    |
|                  |                               |  |                    | Anna Marie Orleánská                  |  |  |  |  |  |  |  |                    |
|                  |                               |  |                    |                                       |  |  |  |  |  |  |  |                    |
|                  | Viktor Amadeus III.           |  |                    |                                       |  |  |  |  |  |  |  |                    |
|                  |                               |  |                    |                                       |  |  |  |  |  |  |  |                    |
|                  |                               |  |                    | Arnošt Leopold Hesensko-Rotenburský   |  |  |  |  |  |  |  |                    |
|                  |                               |  |                    |                                       |  |  |  |  |  |  |  |                    |
|                  | Polyxena Hesensko-Rotenburská |  |                    |                                       |  |  |  |  |  |  |  |                    |
|                  |                               |  |                    |                                       |  |  |  |  |  |  |  |                    |
|                  |                               |  |                    | Eleonora z Löwenstein-Wertheim        |  |  |  |  |  |  |  |                    |
|                  |                               |  |                    |                                       |  |  |  |  |  |  |  |                    |
|                  | Marie Tereza Savojská         |  |                    |                                       |  |  |  |  |  |  |  |                    |
|                  |                               |  |                    |                                       |  |  |  |  |  |  |  |                    |
|                  |                               |  |                    | Ludvík Francouzský                    |  |  |  |  |  |  |  |                    |
|                  |                               |  |                    |                                       |  |  |  |  |  |  |  |                    |
|                  | Filip V. Španělský            |  |                    |                                       |  |  |  |  |  |  |  |                    |
|                  |                               |  |                    |                                       |  |  |  |  |  |  |  |                    |
|                  |                               |  |                    | Marie Anna Bavorská                   |  |  |  |  |  |  |  |                    |
|                  |                               |  |                    |                                       |  |  |  |  |  |  |  |                    |
|                  | Marie Antonie Bourbonská      |  |                    |                                       |  |  |  |  |  |  |  |                    |
|                  |                               |  |                    |                                       |  |  |  |  |  |  |  |                    |
|                  |                               |  |                    | Eduard Parmský                        |  |  |  |  |  |  |  |                    |
|                  |                               |  |                    |                                       |  |  |  |  |  |  |  |                    |
|                  | Alžběta Parmská               |  |                    |                                       |  |  |  |  |  |  |  |                    |
|                  |                               |  |                    |                                       |  |  |  |  |  |  |  |                    |
|                  |                               |  |                    | Dorotea Žofie Falcko-Neuburská        |  |  |  |  |  |  |  |                    |
|                  |                               |  |                    |                                       |  |  |  |  |  |  |  |                    |